# ドクロ・ナ・キモチ 棺桶墓場
ドクロ・ナ・キモチ 棺桶墓場（ドクロ・ナ・キモチ かんおけはかば）は、富士急ハイランドにあるお化け屋敷のひとつ。2005年7月に登場。
2009年7月18日より「稲川淳二の棺桶劇場」として完全リニューアルオープン。

## アトラクション概要
- ホラーアトラクションの新設は、2003年の「超・戦慄迷宮」以来2年ぶり。
- 館内には大きさの異なる99の棺桶がある。ゲストは棺桶の中に入り、ステージ上の演出や棺桶内の音声や仕掛け、ゾンビの襲来といった恐怖を体験するというホラーアトラクション。
- 建物はローマ時代の地下墳墓をイメージしている。
- 戦慄迷宮がゾンビが襲ってきても逃げられるのに対し、棺桶墓場は終わるまで逃げられないのが特徴。

## アトラクション経緯
- 2005年7月「ドクロ・ナ・キモチ 棺桶墓場」オープン。
- 2007年7月「棺桶墓場 伝染歌篇」：アトラクション始まって以来、初のイベント。ホラー映画「伝染歌」をもとに、ストーリー・内容を一新。当初は9月30日までの期間限定だったが、2008年の2月頃まで行われていた。
- 2009年7月「稲川淳二の棺桶劇場」：従来の棺桶墓場を完全リニューアル。今回より稲川淳二による富士急ハイランドに纏わる怪談話に変更された。その他、プレショーを聞くエリアは炭鉱をイメージしたものになり、2人前後重なるように入る「カップルシート」が11台登場した。怪談話は不定期で変更される予定。

## スペック等
- 所要時間：約15分（プレショー約5分、本編約10分）
- 定員：99人（2人用×11台、1人用×77台）
- 料金：500円
- 利用規定：身長130cm以上

※2009年現在。